# Béla Bartók
Béla Viktor János Bartók (phát âm tiếng Hungary: [ˈbeːlɒ ˈbɒrtoːk]; 25 tháng 3 năm 1881 – 26 tháng 9 năm 1945) là một nhà soạn nhạc và nghệ sĩ dương cầm người Hungary lai Romania. Ông được coi là một trong những nhà soạn nhạc quan trọng nhất thế kỷ 20 và cùng với Franz Liszt, ông cũng được đánh giá là nhà soạn nhạc Hungary vĩ đại nhất. Mặc dù chuyên nghiên cứu và sưu tầm dân ca, ông là một trong những người sáng lập ra ngành Dân tộc nhạc học (Ethnomusicology).

## Tiểu sử
Béla Bartók được sinh ra trong thị trấn nhỏ vùng Banat Nagyszentmiklós thuộc Vương quốc Hungary, Áo-Hung (từ năm 1920 là Sânnicolau Mare, Romania) vào ngày 25 tháng 3 năm 1881.
Nhà soạn nhạc Hungari Béla Barok sinh ra ở Nagy-Szent-Miklós (nay thuộc Rumanien). Cha ông qua đời khi ông mới 8 tuổi. Mẹ ông là giáo viên thỉnh giảng âm nhạc, nên mang con theo hết tỉnh thành này đến tỉnh thành kia. Khi nhận ra năng khiếu âm nhạc của con mình, bà quyết định định cư ở Pressburg để có thể dẫn con đi nghe các buổi hoà nhạc, xem các vở nhạc kịch. Ông học nhạc ở Bratislava, rồi ở Budapest. Ông tốt nghiệp Nhạc viện Hoàng gia Hungary ở Budapest và trở thành giáo sư dạy đàn piano cho tới năm 1935. Lúc đầu ông chịu ảnh hưởng của nền âm nhạc truyền thống Đức. Năm 1905, Debussy phát hiện tài năng âm nhạc của Bartok. Cuộc gặp gỡ này đánh dấu một phần các tác phẩm của ông sau này. Đồng thời, cùng với bạn là Kodály, tổ chức những chuyến đi nghiên cứu qua các vùng ở Trung Âu (các nước quanh sông Donau như Hungari, Tiệp Khắc, Rumani) và về sau là châu Phi, để sưu tầm và ghi chép hàng chục nghìn bài hát dân gian. Những công trình nghiên cứu ấy có lợi cho sự nghiệp âm nhạc của Bartok và ông nhiều lần ra nước ngoài với tư cách nghệ sĩ piano. Đặc biệt thù ghét chế độ Đức quốc xã, ông sống lưu vong khi chế độ độc tài Hungary thoả hiệp với Hitler. Năm 1940, Bartók định cư vĩnh viễn ở Mỹ.

## Dựng tượng
Ông đã được chính quyền nhiều nơi dựng tượng đài để tôn vinh những đóng góp của ông:
- Tượng đài Béla Bartók được dựng ở Brussels, Bỉ gần ga tàu trung tâm của quảng trường công cộng Spanjeplein-Place d'Espagne.
- Tượng đài dựng bên ngoài Malvern Court, phía nam Ga tàu điện ngầm South Kensington, và ngay phía bắc của Sydney Place, nơi ông đã ở khi đến biểu diễn ở London.
- Tượng đài dựng phía trước một trong những ngôi nhà do Bartók sở hữu ở các ngọn đồi phía trên Budapest. Giờ nó trở thành một viện bảo tàng trong nhà.
- Một bức tượng bán thân cùng với một tấm bảng đồng tọa lạc tại nơi ở cuối cùng của ông, tại thành phố New York, 309 W. 57th Street, tấm bảng đồng ghi: "Nhà soạn nhạc vĩ đại người Hungary / Béla Bartók / (1881–1945) / Đã ở trong ngôi nhà này / Trong suốt năm cuối cùng của cuộc đời ông".
- Một bức tượng bán thân khác của ông được dựng ở sân trước của Học viện Âm nhạc Ankara, Ankara, Thổ Nhĩ Kỳ bên phải cạnh tượng bán thân của Ahmet Adnan Saygun.

## Âm thanh
- Trục trặc khi nghe? Xem hướng dẫn.